# Alphabet pour Liège

Alphabet pour Liège, 13 images musicales pour solistes et duos, est une composition (ou une installation musicale) de Karlheinz Stockhausen et porte le numéro 36 dans le catalogue d'œuvres du compositeur. Une performance dure quatre heures.
La conception fondamentale d'Alphabet est la notion que les vibrations sonores peuvent affecter les êtres vivants, ainsi que la matière inanimée. Il y a treize scènes, ou des « images musicales », chacune illustrant les effets physiques du son, allant de la prise visibles des vibrations acoustiques jusqu'à une démonstration des techniques mantriques asiatiques. Ces idées ont été développées au cours de conversations avec la biophysicienne britannique et conférencière sur les aspects mystiques de vibrations sonore Jill Purce, qui a également appelé l'attention de Stockhausen sur la « cymatique » de Hans Jenny. Dans une entrevue à la radio faite trois mois avant la création, Stockhausen a expliqué que son but était de montrer « comment les ondes sonores modifient toujours les molécules, même les atomes d'une être qui écoute de la musique, en les faisant vibrer. Et c'est ce que nous voulons rendre visible, car la plupart des gens ne croient pas que ce qu'ils voient ».

## Histoire

Situation 9 : Harmoniser les sept centres corporels avec des sons (utiliser la technique mantrique)

Alphabet pour Liège a été composé sur commande de la Ville de Liège à l'initiative de Philippe Boesmans, pour le festival "Nuits de Septembre", et a été créée lors d'une « Journée Karlheinz Stockhausen » le 23 septembre 1972. Stockhausen a projeté l'œuvre pour des performances dans un édifice labyrinthique. Le lieu choisi pour la création était composée de quatorze zones encore vides, toutes connectés à un couloir central au sous-sol du bâtiment demi achevé de la radio et la télévision dans le Palais des Congrès de Liège, avant que les revêtements muraux, les portes et cloisons de bureau ont été installées. Les surfaces en béton nu et en parpaings ont été blanchis à la chaux pour l'occasion de l'exécution, et les chambres étaient toutes ouvertes les unes aux autres par des portes et fenêtres ouvertes. Dans cette création mondiale, seuls onze des treize situations ont été inclus. Les interprètes ont été des membres du groupe britannique Gentle Fire (Hugh Davies, Michael Robinson, Richard Bernas, Stuart Jones), cinq des six membres du Collegium Vocale Köln (Wolfgang Fromme, Dagmar von Biel, Hans-Alderich Billig, Karl O. Barkey, et Helga Hamm), Rosalind Davies, l'expert sur les poissons Dr. Johannes Kneutgen, Joachim Krist, Michael Vetter, Atsuko Iwami, Herbert Henck, Jill Purce, avec Peter Eötvös comme « chef de musique ».

## Forme et contenu

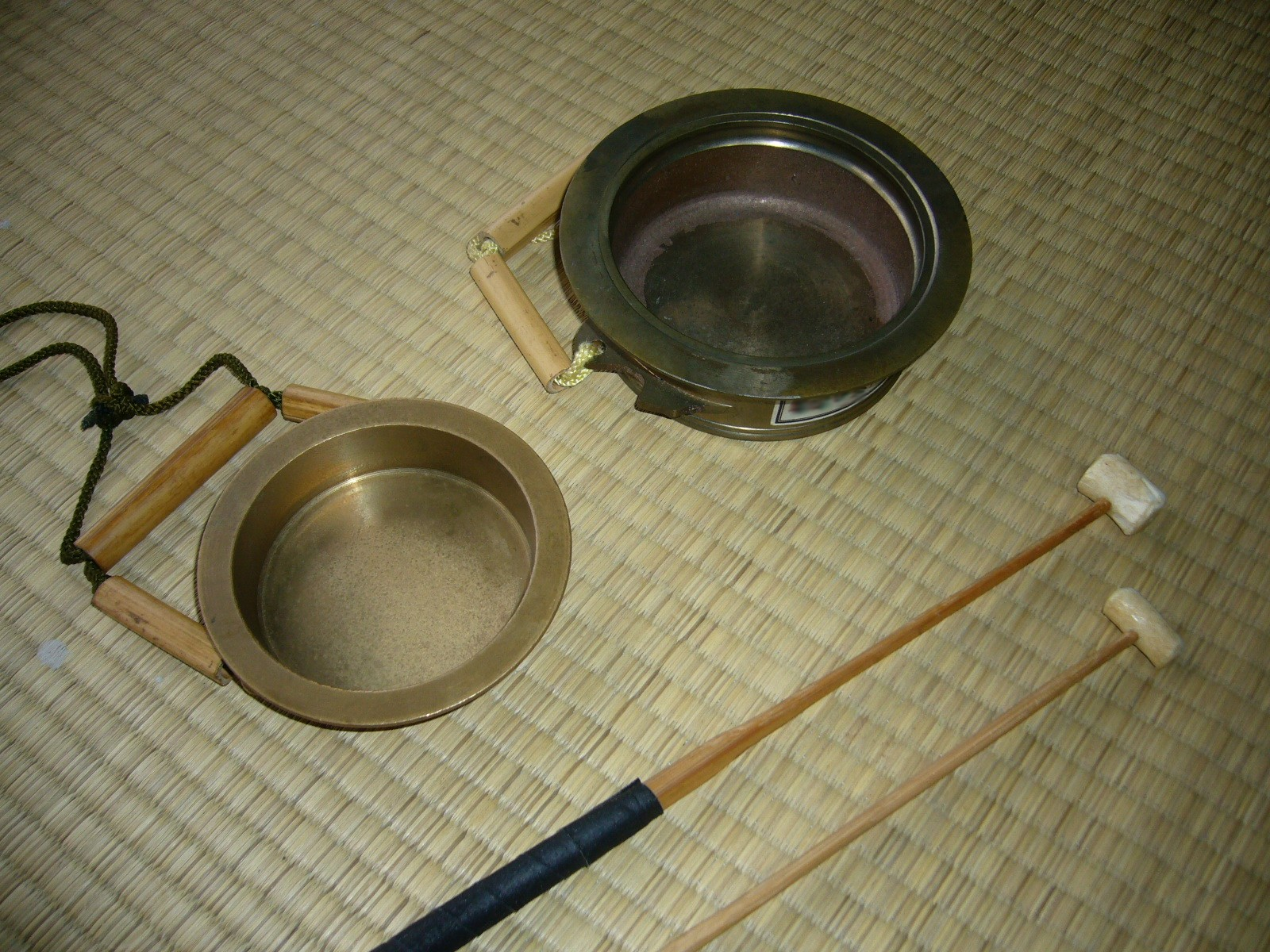
Des gongs japonais (kane), utilisés comme marqueurs de temps par le « chef de musique »

Stockhausen lui-même a reconnu en l'Alphabet un précédent pour les conceptions théâtrales qu'il explorerait plus tard dans Licht (Tannenbaum 1987, 82). Le titre provient d'un programme d'actions associées aux lettres de l'alphabet : Anrufen (appeler, supplier, implorer), Begleiten (accompagner), Chaos, Dudeln (siffler), Eintönig (monotone), etc. Il y a trente « lettres » au total : les vingt-six lettres familières de l'écriture latine, ainsi que SCHnell (rapide), SPringen (sauter), STören (perturber), et Übergang zu (transition vers). Chacun est écrit sur une petite carte, et les interprètes de chaque groupe tirent deux de ces cartes de la pioche. Ceux-ci deviennent la base pour des excursions par les interprètes de chaque « situation » à visiter l'une des autres situations et d'échanger d'informations tonales. Donc, chaque groupe fait ça deux fois au cours d'une exécution.
Les événements sont coordonnés par des signaux acoustiques donnés par le « chef de musique » : carillons japonais (kane et rin) marquent chaque minute. Les tons soutenus marquent la séquence des moments, dont les terminaisons sont « effacées » par le son des grelots indiens secoués en faisceaux. Deux fois toutes les heures le coordinateur traverse l'espace en secouant des chaînes de cloches de chameau, ce qui provoque l'arrêt de toutes les activités. Ces arrêts se produisent cinq fois pendant les quatre heures.

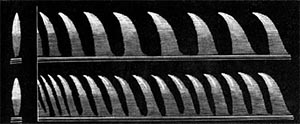
Appareil de flammes manométriques de Karl Rudolf Koenig (1862) : un jet de gaz brûlant vibrant en réponse à des ondes de pression—situation 2 dAlphabet.

Diagrammes Chladni pour les plaques quadratiques (de E. F. F. Chladni, Die Akustik, 1802), utilisés dans la situation 3 afin de « rendre les spectres sonores visibles en matériau solide »

Alphabet est constitué de treize « situations »:
1. Pas de fonction particulière, une composition de Stockhausen, Am Himmel wandre ich, douze chansons sur des poèmes indiens américains, pour deux chanteurs amplifiée et régulateur sonore.
2. Rendre les vibrations du son visibles en liquides, rayons lumineux et flammes.
3. Rendre les spectres sonores visible en matériau solide (poudre, limaille de fer, etc.).
4. Briser du verre avec des sons.
5. Magnétiser de la nourriture avec des sons. Rendre la magnétisation visible avec un pendule.
6. Masser un corps humain avec des sons.
7. Éteindre des sons d'eux-mêmes.
8. « Faire l'amour » avec des sons.
9. Harmoniser les sept centres corporels avec des sons (technique mantrique).
10. Vaincre les arrière-pensées et les rejeter avec des sons.
11. Utiliser des sons pour accélérer et ralentir la respiration et les pulsations des animaux (poisson).
12. Invoquer et convoquer les esprits des morts avec les sons (jusqu'à ce que dans une transe).
13. Prier avec des sons.

Les instructions verbales pour la plupart des scènes sont soit des descriptions pour des installations sonores d'inspiration physique, (par exemple, situation 2 : « Rendre les spectres sonores visible ») ou ils semblent des textes de musique intuitive comme ceux de Aus den sieben Tagen et Für kommende Zeiten, qui étaient composées peu de temps avant l'Alphabet. La situation 10, surtout, ressemble forte à Es de Aus den sieben Tagen : « Ne pense RIEN … / Aussitôt que tu commences à penser, arrête / et essaie d’atteindre encore / l'état de NON-PENSEE… ».
Deux interprètes sont nécessaires pour chaque des situations 1, 5, 6 et 8. Cela porte le nombre total d'interprètes, y compris le chef de musique, à dix-huit.

## Risques potentiels

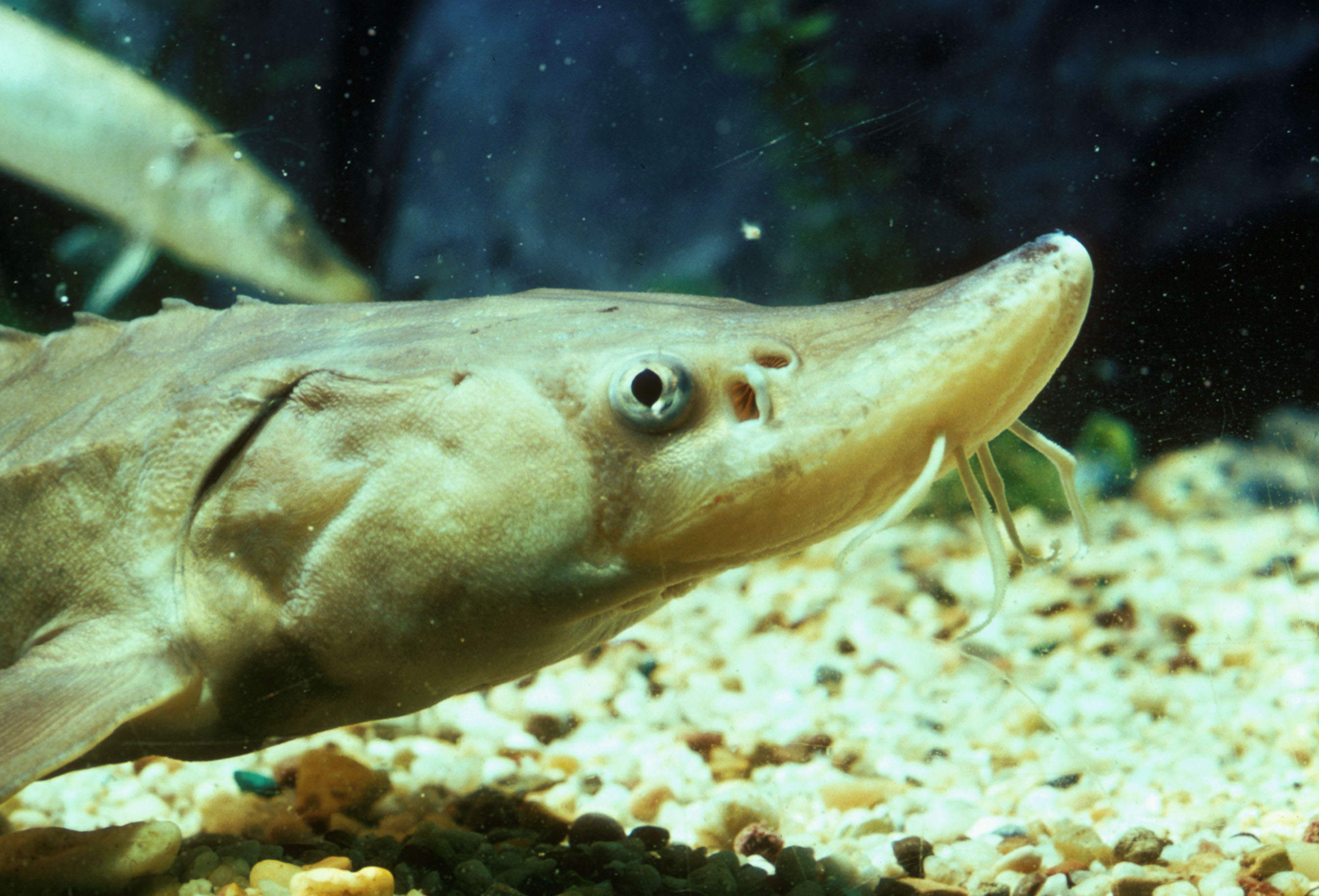
En la situation 11, Dr. Johannes Kneutgen « synchronise des poissons (esturgeon) par les ondes sonores, par certaines sonorités dans le rythme de respiration, de sorte que les poissons se déplacent dans le rythme de la musique »

Johannes Kneutgen, qui a effectué la situation 11 lors de la création de l'œuvre à Liège, a été chercheur à l'Institut Max-Planck de physiologie comportementale, Seewiesen, mène des recherches sur les effets physiologiques de la musique ou le rythme sur le corps et le système nerveux. Il a rapporté qu'il y avait un danger physique dans le cas des poissons:

« Pour les poissons, le changement de rythme peut être fatale. Normalement les poissons respirent par l'ouverture et la fermeture de leurs branchies. Le taux le plus bas auquel leur mouvement branchies peuvent être réduits tout en conservant la vie est de 43 « souffles » par minute. Si une horloge tique seulement 40 fois par minute, le déplacement des poissons branchies ralentit trop, et le poisson s'efforce convulsivement respirer plus vite, mais ne peut pas. Il nage rapidement pour échapper le bruit cochant, mais s'il ne peut pas se retirer à un quartier calme, il expire. »

Un autre écrivain a rappelé une série « mal famé » d'expériences françaises avec un « super-sifflet » dans les années 1960 qui a démontré que très puissants sons de basse fréquence (de l'ordre de 5–8 Hz) pourrait interférer avec les biorythmes de créatures vivantes, à l'étendue de tuer le bétail, et avertit que la situation 9 de l'Alphabet ( « harmoniser les sept centres du corps » ) pourrait se révéler dangereuse si c'est fait pareillement «scientifiquement ... avec vibrations physiques coordonnés aux rythmes biologiques et au cerveau".

## Indianerlieder
Les Indianerlieder (Chants indiennes)—également connu par les mots d'ouverture du première chant, « Dans le ciel je me promène »—constituent la seule composante entièrement composé dans l'Alphabet. Elle est aussi la seule partie capable de performance indépendante du reste de l'œuvre, et la seule partie à avoir été publié. La partition est dédiée à ses premiers interprètes, Helga Hamm-Albrecht et Karl O. Barkey, et porte le numéro 36½ dans le catalogue d'œuvres du compositeur.
Les textes utilisés sont:
1. douze poèmes courts, des dictons, ou des prières de diverses tribus indiennes d'Amérique, dans les traductions en anglais d'une anthologie appelée Indian Prose and Poetry[15]
2. sons vocaux onomatopéique (chants d'oiseaux, le vent, des cris de guerre, etc)
3. « sonorités vocales inhabitueles » et « noms favoris », librement choisis par les artistes
4. chahut
5. libres textes intimes (quelque chose d'érotique, chuchoté à une bien-aimée, qui ne pourrait jamais être parlé directement)
6. un conte de fées traitant des tons, choisi librement
7. des noms tels que Jillina, Jika, Jillaika (des hypocoristiques de Jill Purce), ou Eagloo (un nom d'oiseau-homme, l'un des nombreux utilisées par le compositeur)
8. voyelles purement sonores et constructions consonne, entrecoupées de claquements de doigts, claps, robinets de pied, etc.

Il se compose de douze scènes, dont chacune comprend une chanson Indien de l'Amérique, pour deux chanteurs-acteurs. Les scènes se succèdent sans interruption. La première chanson est entonnée sur une seule note, C, la chanson suivante ajoute une seconde note à la première, le F ci-dessus, la troisième ajoute le G un demi-ton plus haut encore, le quatrième descend à E, et ainsi de suite, jusqu'à atteindre une série dodécaphonique dans la chanson finale, mais avec les notes dans les registres fixes: la « formule » fondamentale de l'œuvre. Les chansons ont été initialement conçus pour deux voix de femmes, mais ensuite le compositeur a décidé qu'ils pourraient être réalisées (comme ils étaient à la création) par un homme et une femme. Ils ont également été réalisées par deux chanteurs masculins.
Dans une version longue, telle qu'elle est utilisée dans la version de quatre heures d'Alphabet für Liège, les douze scènes sont chantées tout droit quatre fois (avec une pause d'une quinzaine de minutes entre chaque représentation), à chaque fois avec des variations dans la dynamique et les tempos. Pour une version extrêmement longue (éventuellement en alternance de deux paires différentes de chanteurs ou d'échange des combinaisons de chanteurs), les douze scènes peuvent être chantées douze fois chacune, dans la séquence: 1, 1+2, 1+2+3, … 1+2+3+4+5+6+7+8+9+10+11+12, et ensuite 2–12, 3–12, etc., jusqu'à 10+11+12, 11+12, en se terminant par 12. Dans une telle exécution, chaque chanson doit être variée à chaque répétition dans la dynamique et le tempo.

## Histoire d'interprétation et de la réception

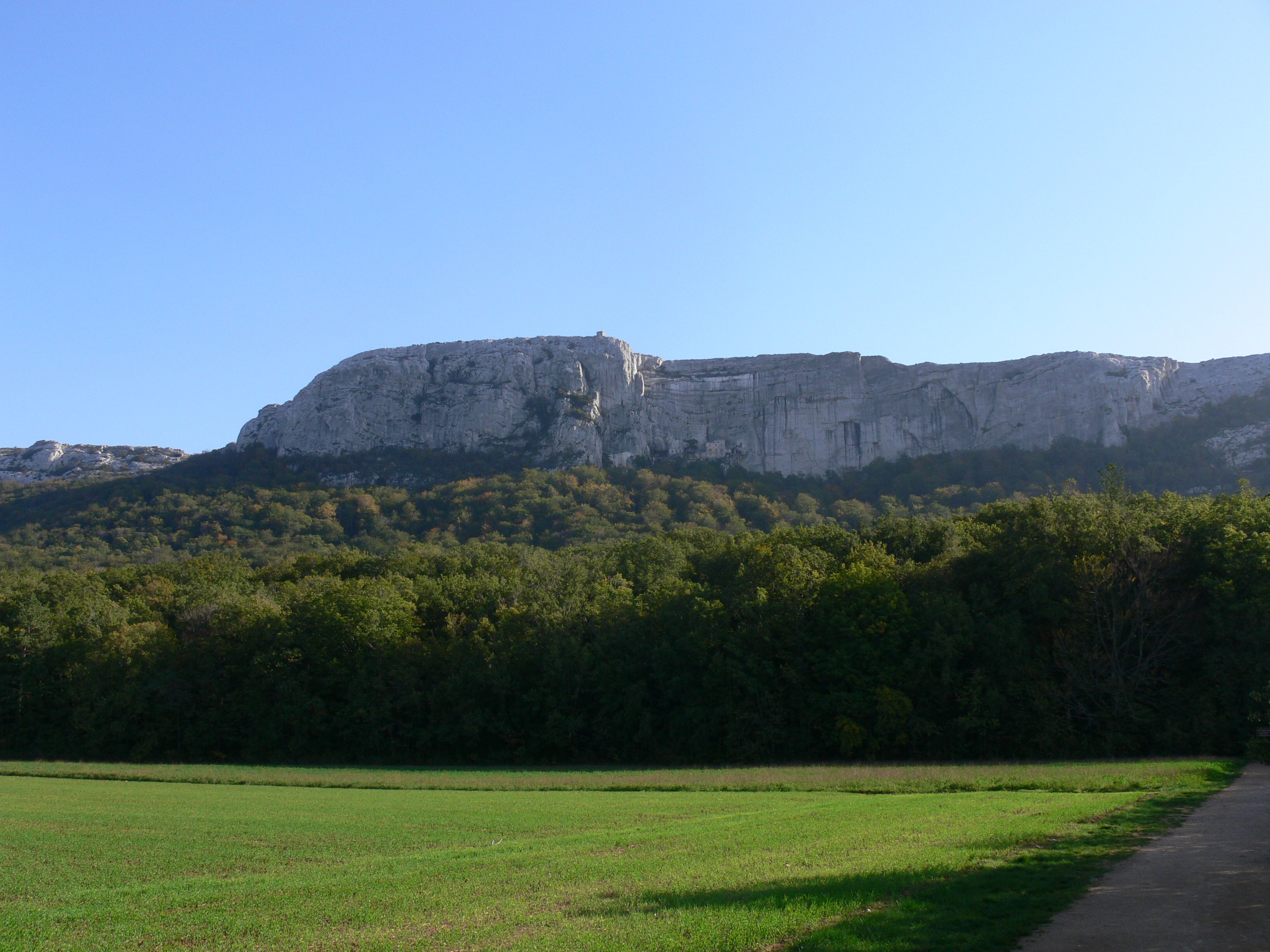
"la musique coulait dans l'air du soir en un fluide léger tout éclaboussé d'échos" à Sainte-Baume, le site de la troisième exécution dAlphabet für Liège en 1974.

La version complète d'Alphabet pour Liège a été réalisé seulement trois fois, toujours dans les régions francophones de l'Europe. Après la création en Belgique, la première représentation française a eu lieu dans le contexte d'un cycle de onze œuvres de Stockhausen au Festival de La Rochelle pendant les deux semaines avant Pâques 1973. Contrairement à la première sous-sol, à Liège, cette performance a eu lieu dans la longue galerie d'un grenier, avec les « situations » présentés dans des niches individuelles. Une troisième représentation, aussi en France, a eu lieu en juin 1974, au deuxième festival du Centre international de Sainte-Baume en Provence, avec le thème « musique et magie ». Cette performance a été dans un très beau cadre naturel : 

« Cette fois, au pied de la grande falaise de la Sainte-Baume, loin au-dessus d'une Provence découpée par les autoroutes, la magie prenait le pas sur la technique futuriste. Une magie calme, douce, tendre, en accord avec la nuit méditerranéenne tout embaumée des senteurs de la garrigue. Une magie rassurante qui s'exprimait avant tout par la musique. »

« Très vite, en effet, de l'une à l'autre des douze « cellules » où opéraient les musiciens- célébrants, les sons s'accordaient, se répondaient, s'entrecroisaient, se développaient, tissant une imprévisible et subtile symphonie d'espace. De la grange qui ouvre sur les champs, des champs qui butent sur la montagne, la musique coulait dans l'air du soir en un fluide léger tout éclaboussé d'échos. C'était, révélée à l'oreille, comme la respiration même de la nature. Et nous étions là nombreux, couchés, prostrés quatre heures durant, dans cette musique qui n'avait plus ni commencement, ni fin, ni fonction autre que de s'engendrer elle-même dans le processus cyclique de l'éternité. »

Les Indianerlieder, d'autre part, ont reçu des nombreuses représentations avec succès dans les années suivant la première à Liège par les artistes qui ont créé le travail, Helga Hamm-Albrecht et Karl O. Barkey. Par exemple, ils les ont effectuées en 1973 au Festival de Metz, en 1974, au Allgemeinen DeutschenMusikfest à Stuttgart, et au Darmstädter Ferienkurse, et en 1978 à Luxembourg. Ils ont aussi enregistré l'œuvre plusieurs fois pour diverses stations de radio allemandes. Les Indianerlieder ont été enregistrées deux fois commercialement et sont considérés comme l'"élément clé" dans l'Alphabet pour Liège. Toutefois, un critique qui avait déjà entendu les Indianerlieder dans le contexte d'Alphabet a trouvé, après les avoir entendues séparément au festival Metz en Novembre 1973, que "la religiosité un peu factice et faussement naïve des Chants indiens souffre d'être donnée en spectacle hors de l'atmosphère « mystique » et de la méditation déambulatoire d'Alphabet".

## Filmographie
- Alphabet pour Liège : à Liège, le 23 septembre 1972 … une création mondiale de Karlheinz Stockhausen. Une réalisation de Georges Yu. Préface de Jacques Dès. Production des Nuits de Septembre et RTB Liège. Couleur, commentaire en français. Liège : RTBF, 1972. DVD mise en vente, Kürten: Stockhausen Verlag.
- Transcription par Heidi Fritz de l'introduction

## Discographie (Indianerlieder)
- Stockhausen, Karlheinz. "Am Himmel wandre ich …" (Indianerlieder) / "In the Sky I am Walking …" (American Indian Songs) /"Dans le ciel jeme promène …" (Chants indiennes) . Helga Hamm-Albrecht (mezzo-soprano), Karl O. Barkley (baryton), Karlheinz Stockhausen (direction du son). Enregistré en Février 1977. Enregistrement LP. DG 2530 876. Hamburg: Deutsche Grammophon, 1977. Publié de nouveau en CD, Stockhausen Complete Edition CD 20. Kürten: Stockhausen-Verlag, 1992.
- Voxnova. In the Sky I Am Walking: Songs of the Native Americans. Isabelle Soccoja (mezzo-soprano), Nicholas Isherwood (baryton-basse), avec Valérie Chouanière (soprano) et Thierry Fouré (ténor). Enregistrement CD. Mode 68. New York: Mode Records, 1998. [Avec neuf chants des indiens d'Amérique, et Pascal Dusapin: Red Rock, quatuor vocal de l'opéraRoméo et Juliette.]